# Нгарка-Пыряяха
Нгарка-Пыряяха (устар. Нгарка-Пыря-Яха) — река в России, протекает по территории Надымского района Ямало-Ненецкого автономного округа. Устье реки находится в 24 км по правому берегу реки Ярудей. Длина реки — 225 км, площадь водосборного бассейна — 3150 км².

## Основные притоки
- В 10 км от устья по правому берегу реки впадает река Янгота.
- В 56 км от устья по левому берегу реки впадает река Хаспыряяха.
- В 76 км от устья по правому берегу реки впадает река Пыряседаяха.
- В 95,7 км от устья по правому берегу реки впадает река Сапатаматъяха.
- В 102 км от устья по правому берегу реки впадает река Сапатедаяха.
- В 117 км от устья по правому берегу реки впадает река Яяха.
- В 141 км от устья по правому берегу реки впадает река Хубтаяха.
- В 151 км от устья по правому берегу реки впадает река Садаяха.
- В 187 км от устья по левому берегу реки впадает река Харвупыряяха.
- В 188 км от устья по правому берегу реки впадает река Хабтвыяха.

## Данные водного реестра
По данным государственного водного реестра России относится к Нижнеобскому бассейновому округу, водохозяйственный участок реки — Надым. Речной бассейн реки — Надым.
Код объекта в государственном водном реестре — 15030000112115300051887.